# Myrmecia fulgida
Myrmecia fulgida är en myrart som beskrevs av Clark 1951. Myrmecia fulgida ingår i släktet bulldoggsmyror, och familjen myror. Inga underarter finns listade i Catalogue of Life.